# André de Foix
André de Foix (1490 - 1547) va ser un general francès, Senyor de Lesparrou (o Asparroz o Asparrots). Era fill de Jean de Foix, vescomte de Lautrec i governador del Delfinat i de Jeanne d'Aydie de Lescun, i germà de Françoise de Foix, que era l'amant del rei de Francesc I de França. Després de la conquesta de Navarra per les tropes castellanes i aragoneses, va ser comandant de l'exèrcit de Guyenne en el tercer intent de reconquistar el regne de Navarra pels reis de Navarra. L'alçament a Navarra al costat de l'ofensiva navarrès-gascona en suport a Enric II de Navarra va ser un èxit en la recuperació del regne al maig de 1521 ocupant Pamplona però les tropes franceses van ser derrotades a Logronyo i Noain al juny del 1521 per les tropes espanyoles, molt superiors en nombre, amb la pèrdua de 5.000 homes en la que va ser ferit i fet presoner, i els castellans van entrar a Pamplona, conquerint altre cop l'Alta Navarra, si bé la Baixa Navarra (la part més enllà dels Pirineus, i situada avui en dia en territori fracès) fou evacuada per motius de seguretat i en aquesta part és on va conservar el títol Enric II. Va morir a les guerres d'Itàlia.